# Hammer House of Horror
Hammer House of Horror, Inglaterra, 1980, é uma série feita para a TV de terror com 13 episódios produzida pelo lendário estúdio inglês Hammer, especializado em filmes de horror e suspense. No Brasil, foi exibida, inicialmente, pela TV Globo nas noites de quinta-feira, após o Jornal da Globo, em 1983 e 1984. Posteriormente foi reprisada (em 1985), numa sessão de filmes denominada "Noite Quente" às quartas-feiras, no horário das 23h30min, pelo SBT (então, TVS) e ganhou o nome de A casa do terror.

## História
A Hammer fez história no mundo inteiro com a produção de inúmeros filmes de terror, principalmente os estrelados por Christopher Lee e Peter Cushing. A companhia se notabilizou pela exibição de monstros clássicos como Drácula, Lobisomem, a criatura de Frankenstein, a múmia, a górgona, entre outros, que já haviam sido largamente filmados nos anos 30 e 40 pela Universal em preto e branco. Agora, o grande diferencial seriam os filmes a cores que poderiam realçar o vermelho vivo do sangue, além da possibilidade significativa das doses de erotismo e sensualidade de belas atrizes.
Contudo, a produtora não se restringiu apenas aos filmes, mas se notabilizou também pela criação de séries adaptadas para a TV, como A Casa do Terror (Hammer House of Horror, 1980). São episódios de 50 minutos cada, que foram parcialmente lançados em DVD, no Brasil, através de 3 volumes (ficou faltando o último) entre 2005 e 2006.
A produção executiva coube a David Reid e Brian Lawrence com produção de Roy Skeggs, trazendo a lume 13 episódios independentes entre si que exploravam os mais variados temas do horror como bruxaria, vodu, canibalismo, loucura, casas amaldiçoadas, seitas satânicas, fantasmas, lobisomens, zumbis, assassinos psicopatas, crianças malignas e todo tipo de elementos sobrenaturais.
Destaca-se a apoteótica trilha sonora que é considerada memorável. As histórias são bem atuais com uma ambientação bem contemporânea, diferentemente dos filmes da produtora que exploravam séculos anteriores. Os desfechos dos episódios, além de ousados e trágicos, eram envoltos num clima de perturbador pessimismo.

## Episódios lançados em DVD
- Tempo de bruxaria (Witching Time). 13/09/1980. Direção: Don Leaver. Roteiro: Anthony Read. Música: James Bernard. Elenco: Jon Finch (David Winter), Patrícia Quinn (Lucinda Jessup), Prunella Gee (Mary), Ian McCulloch (Charles).
- A 13ª reunião (The Thirteenth Reunion). 20/09/1980. Direção: Peter Sasdy. Roteiro: Jeremy Burnham. Música: John McCabe. Elenco: Julia Foster (Ruth Cairns), Dinah Sheridan (Gwen Cox), Richard Pearson (Sir Humphrey Chesterton), Norman Bird (Basil), George Innes (Cedric), James Cosmos (Willis), Warren Clarke (Ben Faraday), Gerrard Kelly (Andrew), Michael Latimer (Dr. Bradley), Barbara Keogh (Joan O´Burden), Paula Jacobs (Joyce), Kevin Stoney (Jack Rothwell).
- Despertar repentino/ O acordar repentino (Rude Awakening). 27/09/1980. Direção: Peter Sasdy. Roteiro: Gerald Savory. Música: Paul Patterson. Elenco: Denholm Elliott (Norman Shenley), James Laurenson (Sr. Rayburn), Pat Heywood (Emily Shenley), Lucy Gutteridge (Lolly), Eleanor Summerfield (Sra. Stradwick), Gareth Armstrong (Dr. Malbury), Patricia Mort (Mabel, a empregada).
- Dor intensa (Growing Pains). 04/10/1980. Direção: Francis Megahy. Roteiro: Nicholas Palmer. Elenco: Gary Bond (Terence Morton), Barbara Kellerman (Laurie Morton), Matthew Blakstad (James), Christopher Reilly (William Morton), Norman Beaton (Ngenko), Tariq Yunus (Charles Austin), Daphne Anderson, Michael Hughes, Karin Scott, Geoffrey Beevers.
- A casa que sangrou até a morte (The House That Bled to Death). 11/10/1980. Direção: Tom Clegg. Roteiro: David Lloyd. Elenco: Nicholas Ball (William Peters), Rachel Davies (Emma Peters), Emma Ridley (Sophie), Milton Johns (Andrew James Powers), Brian Croucher (George Evans), Pat Maynard (Jean Evans), Joanne White (Sophie, adolescente), George Tovey (Homem velho), Una Brandon-Jones (Mulher velha).
- Charlie Boy (Charlie Boy). 18/10/1980. Direção: Robert Young. Roteiro: Bernie Cooper e Francis Megahy. Elenco: Leigh Lawson (Graham), Angela Bruce (Sarah), Marius Goring (Heinz Hoffman), Frances Cuka (Gwen Williams), David Healsey (Peter McCaudron), Michael Culver (Mark), Michael Deeks (Phil Peters).
- Grito silencioso (The Silent Scream). 25/10/1980. Direção: Alan Gibson. Roteiro: Francis Essex. Elenco: Peter Cushing (Martin Blueck), Brian Cox (Chuck Spillers), Elaine Donnelly (Annie Spillers), Anthony Carrick (Inspetor Aldridge).
- Filhos da lua cheia (Children of the Full Moon). 01/11/1980. Direção: Tom Clegg. Roteiro: Murray Smith. Elenco: Christopher Cazenove (Tom Martin), Celia Gregory (Sarah Martin), Diana Dors (Sra. Ardoy), Robert Urquhart (Harry), Jacob Witkin (lenhador), Adrian Mann (Tibor), Victoria Wood (Sophy), Sophie Kind (Eloise), Natalie Payne (Irenya), Daniel Kipling (Andreas), Matthew Dorman, Wilhelmina Green, Corinna Reardon, Daniel Payne (crianças).
- Águia dos Cárpatos (Carpathian Eagle). 08/11/1980. Direção: Francis Megahy. Roteiro: Bernie Cooper e Francis Megahy. Elenco: Anthony Valentine (Inspetor Clifford), Suzanne Danielle (Natalie), Siân Phillips (Sra. Hanska), Barry Stanton (Sargento Tony), Jonathan Kent (Tadek Kuchinsky), Matthew Long, Ellis Dale, Gary Waldhorn, Jeffrey Wickham, Morgan Sheppard, Barry Stokes, Pierce Brosnan, Richard Wren, Diana Adderley.
- O guardião do abismo (Guardian of the Abyss). 15 de novembro de 1980. Direção: Don Sharp. Elenco: Ray Lonnen, Barbara Ewing, John Carson, Rosalyn Landor, Paul Darrow.
- Visita do além túmulo (Visitor from the Grave). 22 de novembro de 1980. Direção: Peter Sasdy. Elenco: Kathryn Leigh Scott, Gareth Thomas, Simon MacCorkindale.
- As duas faces do mal (The Two Faces Of Evil). 29 de novembro de 1980. Direção: Alan Gibson. Elenco: Gary Raymond, Anna Calder-Marshall, Philip Latham, Jenny Laird, Brenda Cowling.
- A marca de Satã (The Mark of Satan). 6 de dezembro de 1980. Direção: Don Leaver. Elenco: Peter McEnery, Emrys James, Georgina Hale, Peter Birrel, Conrad Phillips.